# Palmashow
Le Palmashow est un duo d'humoristes français composé de Grégoire Ludig et David Marsais. Ils se sont fait connaître tout d'abord sur Internet, puis à la télévision sur Direct 8 (devenu D8 puis C8), TMC et TF1. Le Palmashow a depuis créé trois émissions sur la 8 puis 2 sur TF1, dont la dernière en mars 2023.
Fin 2010, Direct 8 diffuse la première émission télévisée du duo, La Folle Histoire du Palmashow. 
De 2011 à 2012, l’émission Very Bad Blagues voit le jour pour deux saisons consécutives. En décembre 2012, elle a été diffusée sur Canal+. En 2013, ils commencent un nouveau programme intitulé Palmashow, l'émission, cette fois sur Canal+ et D8. Le 9 mai 2014 leur premier prime La Folle Soirée du Palmashow voit le jour.
Le 14 mai 2015, après le succès de leur premier prime, ils reviennent avec un deuxième prime, La Folle Soirée du Palmashow 2 puis La Folle Soirée du Palmashow 3 le 4 octobre 2016.
Le 1er novembre 2016, le duo sort son premier film, La Folle Histoire de Max et Léon.
À l'occasion du Festival de Cannes 2017, le duo d'humoristes anime une pastille quotidienne intitulée Cannes Off. Cette pastille, diffusée du 16 au 30 mai 2017 dans Quotidien sur TMC, s'est intéressée aux films non sélectionnés lors du festival.
Le 15 février 2019, une nouvelle soirée événementielle intitulée Ce soir c'est Palmashow est diffusée sur TF1.
Le 9 février 2022, le duo sort son deuxième film, Les Vedettes. Le 25 février de la même année, le duo remet deux César, celui des meilleurs effets spéciaux et celui du meilleur court-métrage de fiction.
Le 17 mars 2023, ils reviennent pour leur deuxième prime sur TF1, intitulé Ce Soir C’est Palmashow 2.

## Histoire
Grégoire Ludig et David Marsais se sont connus au collège et ont commencé à écrire des petits sketchs. Ils décident donc de former un duo sous le nom de « Palmashow » en 2002. Le nom provient de la contraction de « Palmarès », ancien groupe de rap de Grégoire Ludig, et de « show » qui rappelle leur engouement pour les sketchs. Ils se consacrent au début à l'écriture pour la scène et se produisent en 2003 avec deux spectacles : Men in Blagues et Ambiance !. Ils participent ensuite aux 17e et 18e festivals étudiants au Palais des Glaces (Paris) où ils remportent le prix du meilleur comédien, du jury et du public. En 2003, ils animent leur propre émission sur Yvelines Radio puis participent à la création de sketchs pour Fun Radio.
En 2006, ils présentent leur nouveau spectacle Trucs avec le sketch Les Prénoms. C'est après ce retour sur scène que David et Grégoire commencent l'écriture de parodies de films culte comme Batman, Indiana Jones,  Le Seigneur des anneaux ou Spider-Man. Ces vidéos sont vues des millions de fois sur Dailymotion et YouTube.
Fin 2010, ils lancent leur première émission télévisée intitulée La Folle Histoire du Palmashow diffusée sur Direct 8. En septembre 2011, Grégoire Ludig, David Marsais et leur réalisateur Jonathan Barré décident de créer une nouvelle émission et un nouveau concept : Very Bad Blagues. Avec deux saisons et plus de 200 sketchs, les Very Bad Blagues dépassent aujourd'hui les cent millions de vues sur Youtube.
En septembre 2012, ils sont invités par Florence Foresti à faire une apparition dans son spectacle Foresti Party. Ils monteront sur la scène de Paris-Bercy du 19 septembre au 23 septembre 2012 pour cinq représentations.
En décembre 2012, Grégoire Ludig et David Marsais collaborent avec la chaîne de télévision D8 en développant un nouveau programme : Palmashow, l'émission.
En avril 2013, le Palmashow commence le développement d'un long métrage à la suite d'un accord entre leur société Blagbuster Production et Légende Films.
Le 7 novembre 2013, ils relancent leur chaîne YouTube créée en novembre 2006 et sortent le 12 novembre 2013 le coffret double DVD du meilleur de la saison 1 et 2 de Very Bad Blagues. Le 9 mai 2014, leur première soirée spéciale La Folle Soirée du Palmashow est diffusée en prime time à 20h50 sur D8. Elle attire 1 567 000 téléspectateurs, soit 6,8% de part d'audience. Le 4 novembre 2014, ils sortent un double DVD réunissant l'intégralité du prime La Folle Soirée du Palmashow ainsi que les meilleurs sketchs de Palmashow, l'émission. Un second prime est diffusé le 14 mai 2015 sur D8.
En juin 2016, le duo dévoile la bande-annonce de son long métrage La Folle Histoire de Max et Léon, écrit par le duo et réalisé par Jonathan Barré. Le film est annoncé pour le 1er novembre 2016.

## Émissions

### La Folle Histoire du Palmashow
En 2010, le Palmashow crée une émission parodique chez Direct 8 : La Folle Histoire du Palmashow. Greg et David y incarnent deux auteurs de blagues, embauchés par erreur sur la chaîne, où ils vont parodier le monde de la télévision. C'est dans cette émission qu'ils ont pu présenter leur travail au grand public sur le petit écran.
Saison de 13 épisodes de 22 minutes, cette fiction est un regard critique sur le monde corporate, la télévision, le cinéma et la musique. Entièrement créée et écrite par le Palmashow, elle est réalisée par Jonathan Barré. La série a été divisée en 52 épisodes de 2 minutes pour offrir un rendez-vous quotidien à 20 heures pour les spectateurs.

### Very Bad Blagues
À la suite du succès de la Folle Histoire du Palmashow, Grégoire et David créent le programme court Very Bad Blagues. Cette série est diffusée quotidiennement depuis le 21 mars 2011 sur Direct 8, la saison 1 de Very Bad Blagues regroupe 110 épisodes d'une durée moyenne de 2 minutes 30. Elle a été réalisée par Jonathan Barré mais a été créée, écrite et interprétée par le Palmashow et coproduite par leur société Blagbuster Production. La saison 2 de Very Bad Blagues est diffusée quotidiennement depuis le 24 octobre 2011. Des invités ont fait une apparition dans certains épisodes tels que Élie Semoun (« Quand on fait un conseil de guerre »), Norman Thavaud, Florence Foresti (« Quand on délivre une princesse », S02E23), Kyan Khojandi (« Quand on est apôtre », S02E52), Pascal Légitimus et Les Kaïra (« Quand on travaille dans un fast food », S02E79), Sébastien Thoen d'Action Discrète, Baptiste Lecaplain, Cyril Gueï, Julien Pestel ou encore Deborah Grall.
En décembre 2011, à l'occasion du Festival du rire de Montreux, le Palmashow et Jonathan Barré réalisent un court métrage de 12 minutes intitulé Lost in Montreux. On découvre dans ce mockumentaire Grégoire et David qui cherchent à monter Very Bad Blagues, le film en recrutant acteurs et producteurs lors du festival d'humour. Plusieurs artistes participent au film : Arnaud Tsamere, Pierre Palmade, Bérengère Krief, Thomas VDB, Chantal Lauby, Baptiste Lecaplain, Olivier de Benoist, Éric Antoine ou encore François Rollin. En mars 2012, Lost in Montreux remporte le prix du jury au WebTV-Festival de La Rochelle.
La série dépasse vite les 100 millions de vues sur Dailymotion. À la suite de ce succès, le meilleur de la saison 1 et 2 de Very Bad Blagues sort en coffret double DVD le 12 novembre 2013.

### Palmashow, l'émission
Après l'arrêt de Very Bad Blagues, Palmashow, l'émission prend le relais le 2 décembre 2012 sur D8. Le programme est composé de nouveaux sketchs, compilés à des Very Bad Blagues ou des vidéos de La Folle Histoire devenus « culte ». De nombreux invités comme Chantal Lauby, François Rollin, Olivier Marchal, Bérengère Krief, Christophe Lambert ont fait une apparition dans des sketchs inédits du programme.
De décembre 2012 à juin 2013, la chaîne diffuse vingt émissions. Les sketchs des émissions ont aussi été diffusés indépendamment tous les soirs à 20h20.
Un coffret double DVD comprenant une compilation des meilleurs sketchs sort le 4 novembre 2014.

### La Folle Soirée du Palmashow
Le 9 mai 2014 le Palmashow et Jonathan Barré créent un prime time de 90 minutes, produit par Blagbuster Production, diffusé à 20h50 sur D8. La Folle Soirée du Palmashow est une émission de sketchs, parodies et Very Bad Blagues 100% inédits, le tout articulé par une fiction où l’on retrouve David et Grégoire quelques heures avant le prime.
Le prime time a rassemblé 1 567 000 téléspectateurs soit 6,8 % de PdA. D8 se classe ainsi 5e chaîne nationale sur les 4+.
L’intégralité de la soirée sort le 4 novembre accompagné de Palmashow, l’émission en double DVD.

### La Folle Soirée du Palmashow 2
Après le succès du premier prime, le Palmashow décide d'en refaire un, La Folle Soirée du Palmashow 2 avec en invités Arnaud Tsamere, Elie Semoun, ou encore Florence Foresti.
Le prime a été diffusé le 14 mai 2015, et a rassemblé 1 564 000 téléspectateurs soit 6,5 % de PdA.

### La Folle Soirée du Palmashow 3
Le duo annonce en avril 2016 que la Folle Soirée du Palmashow 3 est en préparation. L'émission, diffusée le 4 octobre 2016, est un succès puisqu'elle rassemble 1,2 million de téléspectateurs. Le DVD sort le 17 octobre 2017.

### Cannes Off
Du 16 au 30 mai 2017, Cannes Off est diffusée à la fin de l'émission Quotidien. Cette pastille revient sur les films pas sélectionnés lors du Festival de Cannes 2017. Chaque épisode présente un film qui est une parodie, parfois assez critique, d'un véritable film sorti sur grand écran. Après-demain est par exemple une parodie du film Demain de Mélanie Laurent et Cyril Dion.

### Le Palmashow fait son cinéma
Le 27 mai 2017, le Palmashow rend hommage au cinéma à l'occasion du Festival de Cannes lors d'un prime diffusé sur C8.

### Ce soir, c'est Palmashow
Le groupe présente une émission en prime time, sur TF1, nommée Ce soir, c'est Palmashow le 15 février 2019, à l'image des Folles Soirées du Palmashow, avec une série de sketchs. De nombreux invités sont au rendez-vous comme Kad Merad, Élie Semoun, Fred Testot, Florence Foresti ou encore Alain Chabat.
L'émission rassemble 4,12 millions de téléspectateurs, et se classe en tête des PdA avec 19,6 %, ce qui est la meilleure audience atteinte par le duo lors d'un prime.

### Ce soir, c'est Palmashow 2
Le groupe présente une émission en prime time, sur TF1, nommée Ce soir, c'est Palmashow 2 le 17 mars 2023. De nombreux invités sont au rendez-vous comme Philippe Lacheau, Jean-Paul Rouve, Paul Mirabel, Florence Foresti, Laura Felpin ou encore Éric Judor.
L'émission rassemble 3,24 millions de téléspectateurs, et se classe deuxième des PdA avec 16,1 %.

## Théâtre
- 2003 : Men in Blagues
- 2003 : Ambiance!
- 2006 : Trucs
- 2012 : Le Zapping Amazing
- 2012 : Foresti Party
- 2013 : Le Zapping Amazing 2

## Filmographie
Les fictions listées ici sont celles dans lesquelles les deux membres du Palmashow jouent un rôle. Ceux-ci sont à chaque fois donnés dans cet ordre : ceux de Grégoire Ludig, puis ceux de David Marsais.

### Cinéma

#### En tant que scénaristes
- 2016 : La Folle Histoire de Max et Léon de Jonathan Barré
- 2022 : Les Vedettes de Jonathan Barré

#### En tant qu'acteurs
- 2013 : Les Gazelles de Mona Achache : Marco / Olivier
- 2013 : 9 mois ferme d'Albert Dupontel : 2 fêtards du 31 décembre (0:04:46) (caméo)
- 2014 : Les Francis de Fabrice Begotti : un gendarme / un autre gendarme
- 2014 : Babysitting de Philippe Lacheau et Nicolas Benamou : Paul / Jean
- 2016 : La Folle Histoire de Max et Léon de Jonathan Barré : Léon / Max
- 2017 : Santa et Cie d'Alain Chabat : le commissaire Stéphane Bertoli / l'inspecteur Olivier Le Guennec
- 2020 : Adieu les cons d'Albert Dupontel : un préposé / un autre préposé
- 2020 : Mandibules de Quentin Dupieux : Manu / Jean-Gab
- 2022 : Les Vedettes de Jonathan Barré : Daniel Santini / Stéphane Chevalier
- 2022 : Fumer fait tousser de Quentin Dupieux : Christophe / Jacques
- 2023 : Bonne Conduite de Jonathan Barré : le capitaine Giodarno / le commandant Kervella

### Télévision

#### Séries
- 2012 : Scènes de ménages : Ce soir, ils reçoivent, M6 : Étienne, un ex de Marion / Stéphane, un ex de Marion
- 2012 : Le Golden Show #4 - Les maladies de l'Audiovisuel, Nolife : Grégoire / David
- 2013 : Hero Corp saison 3, France 4 : Eau Man / Fer Man
- 2022 : Visitors saison 1, Warner TV : le présentateur de WKP / Muller
- 2022 : MST : Les Tubes de la Belle Époque, Canal+ : Jean-Pierre Lansac / Gérard Pourlier
- 2023 : Pamela Rose, la série, Canal+ : le shérif Mc Arthur / Linda

#### Émissions
- 2009 : Le Buzz, La Chaîne Info
- 2010 : La Folle Histoire du Palmashow, Direct 8
- 2011 : Le Ciné du Comité, France 4
- 2011 : Montreux Comedy Festival, Comédie+
- 2011-2012 : Very Bad Blagues, Direct 8
- 2012 : Palmashow, l'émission, D8
- 2013 : Le Débarquement, Canal+
- 2014-2016 : La Folle Soirée du Palmashow, D8/C8
- 2017 : Cannes Off, TMC
- 2019 : Ce soir c'est Palmashow, TF1
- 2023 : Ce soir c’est Palmashow 2, TF1

### Web
- 2012 : La dernière série avant la fin du monde (web-série, épisode 1) de Damien Maric : un annonceur de la fin du monde / un autre annonceur de la fin du monde
- 2013 : The Superheroes Hangover de Suricate : Superman / Mr Fantastique
- 2015 : Les Dissociés (long-métrage) de Suricate : Thibault / Tiboul

### Clips musicaux
- 2015 : Chilly Gonzales - Advantage Points

## Radio
- 2003 : Yvelines Radio
- 2003 : Fun Radio

### Sources
- F. Murarotto, « Palmashow : la palme du rire », Air le mag, no 36, février 2013, p.  30
- Alexandre Comte, « « J'ai scruté les passants avec le Palmashow » », Les Inrocks,‎ 22 juin 2013 (lire en ligne)
- « Palmashow »(Archive.org • Wikiwix • Archive.is • Google • Que faire ?)
- « Palmashow, l'émission »(Archive.org • Wikiwix • Archive.is • Google • Que faire ?), sur Télérama